# Batam
Batam là một đảo và thành phố ở tỉnh Riau của Indonesia, được biết đến với khu tự do thương mại thuộc một phần của tam giác tăng trưởng Sijori, cự ly 20 km ngoài khơi bờ nam của Singapore. Đảo có diện tích 715 km² (276 dặm²) và dân số 949.775 người (thời điểm tháng 6 năm 2010).